# Žunko
Žunko  je priimek več znanih Slovencev:
- Dušan Žunko, čebelar
- Matjaž Žunko, matematik, ekonomist
- Pavel Žunko (1927-) telesnovzgojni (športni) delavec
- Peter Žunko (*1939), elektrotehnik, energetik, univ. profesor